# Panattoni
Panattoni Development Company – amerykańskie przedsiębiorstwo zajmujące się budową i użytkowaniem nieruchomości przemysłowych i magazynowych założone w 1986 przez Carla Panattoni w Sacramento. Firma posiada 53 biura w Ameryce Północnej, Indiach i na Starym Kontynencie. Jej globalne portfolio obejmuje ponad 54 miliony metrów kwadratowych ukończonej powierzchni dla ponad 2500 klientów.
Pierwsze europejskie biuro Panattoni zostało otwarte w Polsce w 2005 r., jego siedziba znajduje się w Warszawie. Szefem filii jest Robert Dobrzycki. Panattoni ma swoje przedstawicielstwa w 15 europejskich krajach: Wielkiej Brytanii, Czechach, Austrii, Luksemburgu, Niemczech, Holandii, Hiszpanii, Polsce, na Węgrzech, we Francji, Włoszech, w Szwecji, Danii, Portugalii i Belgii.
W 2021 r., w rankingu magazynu PropertyEU, Panattoni siódmy raz z rzędu uznane zostało za największego dewelopera w Europie. Według rankingu firmy konsultingowej Bulwiengesa, Panattoni jest największym deweloperem powierzchni logistycznych w Niemczech za lata 2019–2023.

## Zakres działalności
Inwestycje Panattoni w Europie obejmują zarówno obiekty produkcyjne oraz magazynowe w ramach własnych centrów logistycznych, jak i realizacje typu built-to-suit (BTS), budowane na zamówienie indywidualnego klienta. Do realizacji tych ostatnich powołano oddzielną strukturę – BTS Group – już w 2008 r. W 2018 r. deweloper wprowadził nową formułę obiektów – City Logistics Parks – dedykowaną logistyce miejskiej i tzw. „ostatniej mili”, związanej z rozwojem e-commerce. Parki miejskie powstały m.in. w Warszawie, Wrocławiu, Krakowie, Katowicach, Poznaniu i Łodzi, a poza granicami Polski – w Berlinie, Hanowerze, Hamburgu czy Monachium.
Wśród kluczowych klientów Panattoni są: Amazon, DB Schenker, DHL, FedEx, DPD, XPO, Coca-Cola, Weber, Whirlpool, Bosch, Volkswagen, H&M i InPost.
Wraz z CBRE Panattoni przygotowuje doroczny raport „Confidence Index”, badający poziom optymizmu w zakresie logistyki i łańcucha dostaw w Polsce.

## Działalność charytatywna oraz sport
Przedsiębiorstwo m.in. aktywnie wspiera Fundację Iskierka, zajmującą się tworzeniem systemów wsparcia dla dzieci z chorobą nowotworową i ich rodzin. Firma została wyróżniona w ostatnim konkursie „Przyjaciele Fundacji Iskierka” za wsparcie finansowe wielu projektów fundacji, podnoszących jakość życia dzieci z chorobą nowotworową i ich rodzin. Panattoni jest również partnerem portalu onkorodzice.pl przeznaczonego dla rodziców dzieci chorych na nowotwory założony przez Fundację Iskierka. Firma od lat bierze również aktywny udział w Charytatywnych Turniejach Piłki Plażowej Branży Nieruchomości Komercyjnych organizowanych przez agencję doradczą JLL. W kolejnych edycjach uczestnicy wydarzenia wspierali m.in. Instytut „Pomnik – Centrum Zdrowia Dziecka”, Stowarzyszenie Rodziców i Przyjaciół Dzieci Niewidomych i Słabowidzących „Tęcza”, czy Fundację na Ratunek Dzieciom z Chorobą Nowotworową. Podczas pandemii koronawirusa Panattoni wsparło akcję branży nieruchomości dla personelu medycznego – Property4Heroes, a także dostarczyło sprzęt medyczny do szpitali w Szczecinie, Białymstoku i Poznaniu. Pod koniec 2020 roku w ramach wewnętrznej akcji Robomania firma wsparła organizację UNICEF, a zebrane środki zostały przeznaczone na pomoc w walce z koronawirusem w takich krajach jak Sudan, Jemen, Niger, czy Syria.
Panattoni współpracuje z drużynami piłkarskimi na szczeblu seniorskim i juniorskim. Od lutego 2020 r. jest sponsorem Podbeskidzia Bielsko Biała. Od 2019 r. współpracuje z Akademią BVB im. Łukasza Piszczka, a od 2021 r. nosi miano jej głównego sponsora. W wyniku współpracy obu podmiotów w Goczałkowicach-Zdroju doszło do przebudowy boisk, adaptacji terenu rekreacyjnego wraz z budową szatni oraz dostarczenia infrastruktury pod pomieszczenia odnowy biologicznej i rehabilitacyjnej. Od początku 2022 r. Panattoni pełni funkcję strategicznego partnera Akademii Widzewa Łódź, a od lipca 2023 r. również sponsora strategicznego drużyny seniorów tego klubu. We wrześniu 2024 roku Panattoni zostało głównym partnerem pożegnalnego meczu legend Borussii Dortmund, Łukasza Piszczka i Jakuba Błaszczykowskiego.